# Ferdinand Feyerick
Ferdinand Feyerick (Gent, 27 januari 1865 - aldaar, 12 september 1920) was een Belgisch industrieel.

## Biografie
Ferdinand Feyerick was een zoon van industrieel Nicolas Feyerick, die in 1844 een spinnerij stichtte aan de Sint-Pietersnieuwstraat in Gent. Samen met zijn broers nam hij het familiebedrijf na het overlijden van hun vader in 1893 over. Daarnaast was hij ook bestuurder van een vlasfabriek in het Russische Vitebsk. Aan de Nijverheidsschool richtte hij de afdeling 'vlasspinnen' op. Verder was hij voorzitter van de Internationale Federatie van Vlasfabrikanten, ondervoorzitter van de Kamper van Koophandel en lid van de Nijverheids- en Arbeidsraad.
In 1905 was hij stichter van de Gemeenschappelijke Verzekeringskas tegen Arbeidsongevallen, vandaag bekend als Securex.
Feyerick nam deel aan het schermen op de Olympische Zomerspelen 1908 en won een bronzen medaille met het onderdeel degen team. Tijdens de Wereldtentoonstelling van 1913 in Gent coördineerde hij alle sportmanifestaties.
Hij was actief in verschillende liberale organisaties, waaronder liberale wijkkringen in Gent. Hij nam eenmaal deel aan de gemeenteraadsverkiezingen, in 1907, maar geraakte niet verkozen.